# Гай Валерий Левин (претор 177 пр.н.е.)
Гай Валерий Левин (на латински: Caius Valerius Laevinus) е политик на Римската република. Произлиза от фамилията Валерии, клон Левини.
Той е син на Гай Валерий Левин (суфектконсул през 176 пр.н.е.). През 177 пр.н.е. Левин e претор и получава римската провинция Цизалпийска Галия.